# Szeptember 2.
Szeptember 2. az év 245. (szökőévben 246.) napja a Gergely-naptár szerint. Az évből még 120 nap van hátra.
Névnapok: Rebeka, Dorina + Absa, Absolon, Apollinár, Axel, Bogdán, Csépán, Doren, Dorka, Dorinka, Ella, Elli, Fédra, Felda, Fodor, Inka, István, Kalliszta, Kasszandra, Margit, Renátó, Renátusz, René, Stefán, Ted, Teó, Teodor, Teodóra, Töhötöm

## Események
- I. e. 31 – Az actiumi csata: Octavianus döntő győzelmet arat a Marcus Antonius és Kleopátra elleni tengeri ütközetben.
- 1192 – Véget ér a harmadik keresztes hadjárat, I. (Oroszlánszívű) Richárd angol király és Szaladin egyiptomi szultán fegyverszünetet kötnek.[1]
- 1666 – A nagy londoni tűzvész kezdete.
- 1686 – Buda felszabadul 145 évnyi török uralom alól.
- 1752 – Angliában az utolsó nap a julián naptár szerint. E napon – a legtöbb nyugat-európai országhoz képest közel két évszázaddal később – Anglia is áttér a Gergely-naptárra, ennek következtében 11 nap „eltűnt” az emberek életéből.
- 1798 – Máltán felkelés tör ki a megszálló franciák ellen, ami kétéves háborúhoz vezet.
- 1843 – Kiadják a The Economist angol nyelvű heti hírmagazin első számát.
- 1849 – Haynau elrendeli a román felkelő had feloszlatását.
- 1870 – III. Napóleon francia császár megadja magát a poroszoknak a sedani vereség hatására.
- 1944 – Anne Frank (Anna Frank naplója) családjával elindul az utolsó „szállítmánnyal” Auschwitzba, ahová három nappal később érkeznek meg.
- 1945 – A Japán Birodalom delegációja a Missouri csatahajó fedélzetén aláírja a feltétel nélküli kapitulációról szóló jegyzéket. Ezzel formálisan véget ér a második világháború.
- 1945 – Ho Si Minh kikiáltja Vietnám függetlenségét és a Vietnámi Demokratikus Köztársaság megalapítását.
- 1971 – Az Egyesült Arab Köztársaság felveszi az Egyiptomi Arab Köztársaság nevet.[2]
- 1991 – Az Amerikai Egyesült Államok elismeri a balti országok függetlenségét.
- 2002 – Elindul a fríz Wikipedia.

## Sportesemények
Formula–1
- 1956 –  olasz nagydíj, Monza - Győztes:  Stirling Moss (Maserati)
- 2001 –  belga nagydíj, Spa Francorchamps - Győztes:  Michael Schumacher (Ferrari)
- 2012 –  belga nagydíj, Spa Francorchamps - Győztes:  Jenson Button  (McLaren Mercedes)
- 2018 –  olasz nagydíj, Monza - Győztes:  Lewis Hamilton (Mercedes)

## Születések
- 1778 – I. Lajos holland király († 1846)
- 1811 – Heckenast Gusztáv nyomdász, könyvkiadó, könyvkereskedő († 1878)
- 1815 – Mosonyi Mihály magyar zeneszerző, pedagógus († 1870)
- 1838 – Liliuokalani hawaii királynő a hawaii királyság egyetlen női, és egyben utolsó uralkodója († 1917)
- 1841 – Julius von Payer cs. és kir. katonatiszt, sarkkutató, hegymászó, térképész, tájképfestő († 1915)
- 1852 – Paul Bourget francia író, költő († 1935)
- 1853 – Wilhelm Ostwald balti-német származású, lett születésű Nobel-díjas kémikus († 1932)
- 1858 – Fadrusz János magyar szobrászművész († 1903)
- 1877 – Frederick Soddy Nobel-díjas angol kémikus († 1956)
- 1878 – Maurice René Fréchet francia matematikus († 1973)
- 1894 – Joseph Roth osztrák író, újságíró († 1939)
- 1903 – Pertis Jenő cigányprímás († 1971)
- 1908 – Kovách Gyula ügyvéd, nyilas politikus († ?)
- 1914 – Homoki Nagy István Kossuth-díjas magyar filmrendező, természetfilmes († 1979)
- 1917 – Turczel Lajos irodalomtörténész († 2007)
- 1919 – Lance Mackling (Francis Lancelot Macklin) brit autóversenyző († 2002)
- 1923 – René Thom francia matematikus, munkásságát 1958-ban Fields-éremmel ismerték el († 2002)
- 1925 – Komócsin Mihály Csongrád megyei kommunista pártvezető († 2016)[3]
- 1927 – Csík Tibor olimpiai bajnok magyar ökölvívó († 1976)
- 1927 – Kádár László Gábor egri érsek († 1986)
- 1927 – Bogár Pál 40-szeres magyar válogatott, kosárlabda-játékos († 2012)
- 1930 – Hollay Bertalan magyar színész, nótaénekes († 2011)
- 1936 – Andrew Grove (Gróf András), az Intel társalapítója († 2016)
- 1936 – Krajczár Károly népmesegyűjtő († 2018)
- 1938 – Giuliano Gemma olasz színész († 2013)
- 1946 – Billy Preston amerikai énekes, zongorista, a Beatles „5. tagja” († 2006)
- 1946 – Bessenyei Zsófia magyar színésznő († 2006)
- 1948 – Oszter Sándor Kossuth- és Jászai Mari-díjas magyar színész († 2021)
- 1948 – Váczy J. Tamás magyar grafikusművész, író († 2008)
- 1949 – Vida Ferenc magyar basszusgitáros, a Lord együttes alapító tagja, a szombathelyi székhelyű LMS lemezkiadó vezetője († 2017)
- 1951 – Mark Harmon amerikai színész
- 1955 – Tamás István magyar író, költő, újságíró
- 1957 – Gáspár Tibor Jászai-díjas magyar színművész, filmszínész, rendező
- 1958 – Korsós Bálint István magyar-történelem szakos tanár, a Pápai Református Gimnázium igazgatója († 2014)
- 1958 – Olivier Grouillard francia autóversenyző
- 1964 – Keanu Reeves angol-kanadai színész
- 1966 – Olivier Panis (Olivier Denis Panis) francia autóversenyző
- 1966 – Salma Hayek (er. Salma Hayek Jiménez) mexikói születésű amerikai színésznő
- 1982
  - Ksenia Jastsenjski szerb műkorcsolyázónő
  - Hans Ottar Lindberg dán kézilabdázó
  - Bergüzar Korel török színésznő
- 1983 – Young Talkmore Nyongani zimbabwei atléta
- 1985 – Yani Gellman amerikai színész
- 1985 – Nagy Sándor ukrán–magyar labdarúgókapus
- 1986 – Efrén Vázquez spanyol motorversenyző
- 1987 – Scott Moir kanadai műkorcsolyázó
- 1987 – Tóth Ágota magyar gyorskorcsolyázónő[4]
- 1990 – Balog Gábor magyar úszó

## Halálozások
- 1031 – Szent Imre herceg, I. (Szent István) király fia (* 1000 és 1007 között)
- 1566 – Taddeo Zuccaro olasz festőművész (* 1529)
- 1651 - Köszem szultána  (* 1590)
- 1652 – Jusepe de Ribera spanyol festőművész (* 1591)
- 1832 – Zách János Ferenc magyarországi születésű osztrák csillagász, geodéta, a Magyar Tudományos Akadémia tagja, Kisbolygót és holdkrátert is neveztek el róla (* 1754)
- 1834 – Thomas Telford skót építész, út-, híd- és hajózási csatorna tervező mérnök (* 1757)
- 1853 – Gasparich Márk Kilit tábori lelkész, 1848–49-es szabadságharc utáni függetlenségi szervezkedések résztvevője és vértanúja (* 1810)
- 1857 - Martin Hinrich Carl Lichtenstein, német orvos, felfedező, botanikus és zoológus  (* 1780)
- 1902 – Kelety Gusztáv festőművész, tanár, műkritikus, akadémikus (* 1834)
- 1910 – Henri Rousseau francia naiv festő (* 1844)
- 1913 – Kopasz István magyar építész (* 1869)
- 1937 – Pierre de Coubertin (er. neve Pierre de Frédy), francia történész, sportpedagógus, az újkori olimpiai játékok egyik kezdeményezője (* 1863)
- 1939 – Hirmann Ferenc ércöntő gyáriparos (* 1855)
- 1942 – Ifj. Károlyi Gyula politikus, Horthy Paulette férje (* 1907)
- 1968 – Jánosi Ferenc református lelkész, tanár, miniszterhelyettes, a Hazafias Népfront első főtitkára, a Petőfi Irodalmi Múzeum igazgatója, Nagy Imre  veje (* 1916).
- 1969 – Ho Si Minh politikus, Észak-Vietnám elnöke és miniszterelnöke (* 1890)
- 1969 – Willy Mairesse belga autóversenyző (* 1928)
- 1972 – Némethy Vilmos magyar ügyvéd, közjegyző, lapkiadó, kisgazdapárti országgyűlési képviselő (* 1887)
- 1973 – J. R. R. Tolkien angol nyelvész, író (* 1892)
- 1981 – Tadeusz Baird lengyel zeneszerző és zenepedagógus (* 1928)
- 1987 – Kun Szilárd olimpiai ezüstérmes, Európa-bajnok sportlövő (* 1935)
- 1992 – Barbara McClintock úttörő amerikai kutató, citogenetikus, Nobel-díjas (* 1902)
- 1993 – Baróti Géza magyar író, újságíró (* 1914)
- 1997 – Viktor Frankl osztrák ideggyógyász, pszichoterapeuta (* 1905)
- 2001 – Christiaan Barnard dél-afrikai szívsebész, az első szívátültetést végző orvos (* 1922)
- 2009 – Kristóf Tibor magyar színész (* 1942)
- 2009 – Román Kati magyar bábművész (* 1948)
- 2014 – Rozsnyói Sándor olimpiai ezüstérmes, Európa-bajnok atléta, akadályfutó  (* 1930)
- 2016 – Islom Karimov üzbég mérnök és politikus, 1990–2016 között Üzbegisztán elnöke (* 1938)
- 2019 – Gelecsényi Sára magyar színésznő (* 1954)
- 2021 – Míkisz Theodorákisz görög zeneszerző, kommunista politikus. (* 1925)
- 2024 – Kupa Mihály magyar közgazdász, politikus, pénzügyminiszter (1990–1993) (* 1941)

## Nemzeti ünnepek, emléknapok, világnapok
- 1945 óta a Vietnámi Szocialista Köztársaság nemzeti ünnepe, a japán megszállók kiűzése utáni forradalom győzelme.
- Hegyi-Karabah Köztársaság nemzeti ünnepe - a függetlenség napja, 1991 óta